# Franc Perko
Franc Perko, slovenski rimskokatoliški duhovnik, akademik, profesor teologije, beograjski nadškof in metropolit, * 19. november 1929, Krka, † 20. februar 2008, Ljubljana.

## Škofovsko geslo
Latinsko: Uniti in Spiritu
Slovensko: Združeni v Duhu

Starogrško: Ενωμένοι το πνεύματι (beri: Enomenoi to Pneumati)

## Življenjepis
Franc Perko se je rodil na Krki kot tretji otrok očeta Janeza in matere Jožefe. Leta 1936 je pričel obiskovati osnovno šolo, nato pa se je leta 1941 vpisal na Škofijsko klasično gimnazijo. Ta ustanova je bila ukinjena, zato se je leta 1945 vpisal na državno klasično gimnazijo in jo leta 1949 tudi uspešno končal z maturo. Jeseni 1949 je začel študirati na državni Teološki fakulteti v Ljubljani. V duhovnika ga je posvetil Anton Vovk leta 1953. Po novi maši je odšel služiti vojaščino v Beograd. Bil je tudi zaprt, zaradi obtožb glede »neprijateljske propagande«.
Leta 1964 je postal predavatelj na ljubljanski Teološki fakulteti, jeseni leta 1965 pa je odšel študirat v Rim, kjer je na Papeškem orientalskem inštitutu tudi doktoriral. Dne 16. decembra 1986 ga je papež Janez Pavel II. imenoval za beograjskega nadškofa in prvega beograjskega metropolita. Papež ga je tudi posvetil v baziliki sv. Petra, dne 6. januarja 1987. 
Prvi beograjski nadškof je bil po nastanku Kraljevine Srbov, Hrvatov in Slovencev frančiškan Rafael Rodić, ki pa še ni bil metropolit.
Nadškof Perko je bil med letoma 1986 in 1991 član Mednarodne teološke komisije, v obdobju 1988–1998 pa je bil tudi član Mednarodne katoliško-pravoslavne teološke komisije. Predsedoval je tudi jugoslovanski oz. Mednarodni škofovski konferenci svetih bratov Cirila in Metoda (od 1993 do konca svojega škofovanja).

### Odpoved in delovni pokoj
Leta 2001 pa se je z mesta beograjskega nadškofa umaknil, saj je zaradi dolgoletne hude bolezni zaprosil za upokojitev. Umrl je 20. februarja 2008 v duhovniškem domu na Lepem potu v Ljubljani. Pokopan je bil na Ljubljanskih Žalah 23. februarja 2008.
Franc Perko se je v pokoju udeleževal razprav o vojnem in povojnem obdobju v bivši Jugoslaviji in je bil kritičen do tedanjih oblasti. Zavzel se je za revizijo sodbe škofa Gregorija Rožmana in omenil, da bi mu bilo treba postaviti spomenik.